# Benjamin Limbach

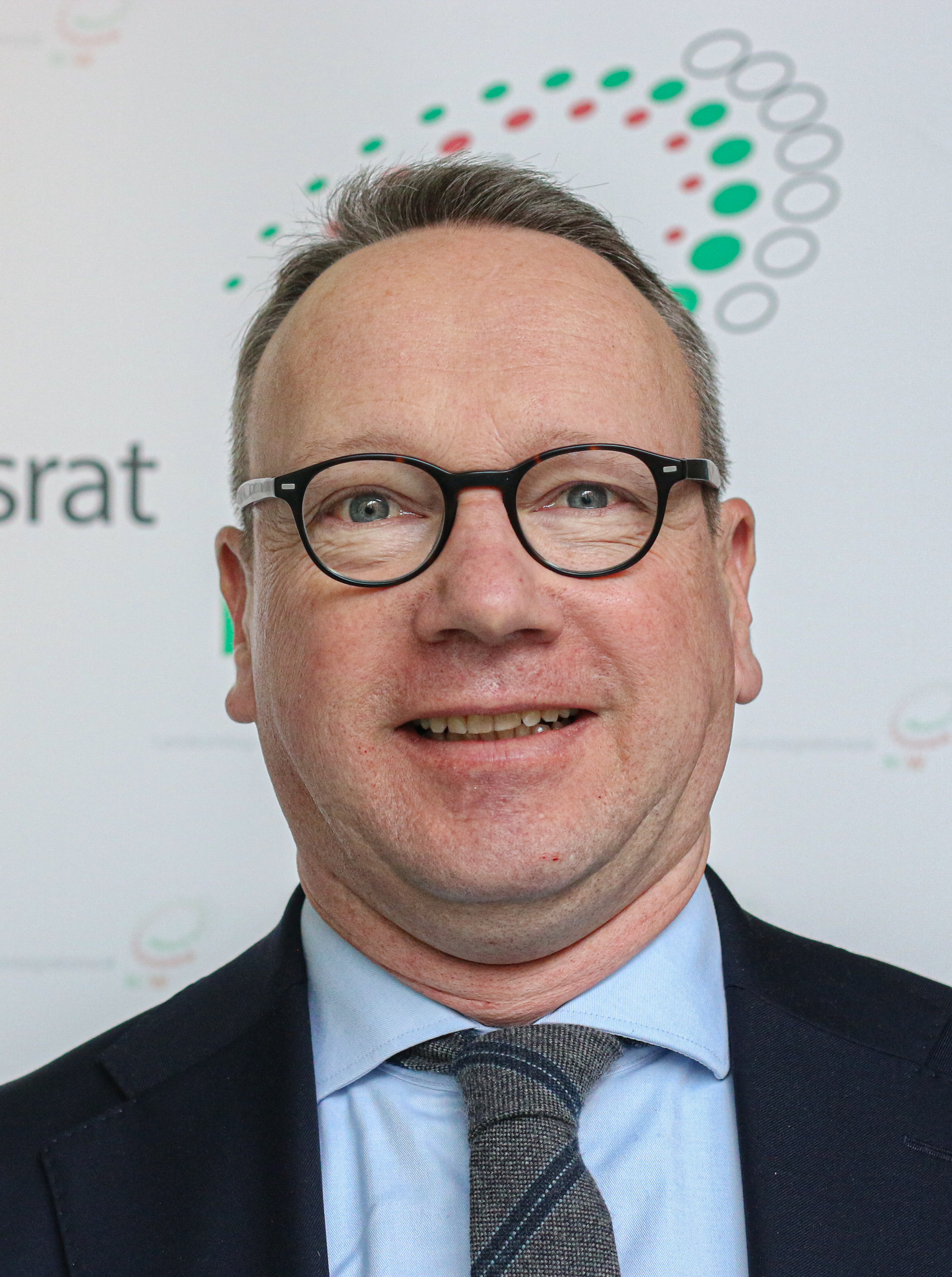
Benjamin Limbach (2025)

Benjamin Limbach (* 25. September 1969 in Bonn) ist ein deutscher Politiker (Bündnis 90/Die Grünen), Jurist und seit dem 29. Juni 2022 Minister der Justiz des Landes Nordrhein-Westfalen im Kabinett Wüst II. Zuvor war er ab dem 18. Mai 2020 der sechste Präsident der Hochschule des Bundes für öffentliche Verwaltung mit Hauptsitz in Brühl.

## Leben
Nach dem Abitur im Jahr 1988 am Aloisiuskolleg in Bonn-Bad Godesberg diente Benjamin Limbach in den Jahren 1989 bis 1990 als Soldat auf Zeit (Reserveoffizieranwärter) im Fernmeldebataillon 910 in Rheinbach. Sein letzter Dienstgrad ist Leutnant der Reserve. Zwischen 1991 und 1995 studierte Limbach Rechtswissenschaften an der Rheinischen Friedrich-Wilhelms-Universität Bonn. In den Jahren 1995 und 1996 absolvierte er sein Promotionsstudium. Sein Rechtsreferendariat legte er von 1997 bis 1999 beim Landgericht Bonn ab. Von 1999 bis 2003 arbeitete er als Richter am Verwaltungsgericht Köln. Limbach war im Ministerium der Justiz des Landes Nordrhein-Westfalen tätig. Von 2014 bis 2020 war er Direktor der Fachhochschule für Rechtspflege Nordrhein-Westfalen und  Leiter des Ausbildungszentrums der Justiz Nordrhein-Westfalen. Limbach lehrte Staats- und Verfassungsrecht, Verwaltungsrecht sowie Straf- und Strafprozessrecht. Vom 18. Mai 2020 bis Juni 2022 war er der sechste Präsident der Hochschule des Bundes für öffentliche Verwaltung mit Hauptsitz in Brühl.
Limbach war zunächst Mitglied der SPD und trat im Jahr 2018 den Grünen bei. Am 29. Juni 2022 wurde er zum Minister der Justiz des Landes Nordrhein-Westfalen im Kabinett Wüst II (schwarz-grüne Koalition) ernannt.
Limbach ist der Sohn von Jutta Limbach, die in den Jahren 1994 bis 2002 Präsidentin des Bundesverfassungsgerichtes war. Er ist mit der Anwältin Iris Müller-Limbach verheiratet, hat zwei Kinder und wohnt mit seiner Familie in Bonn. Bis zu seinem Austritt im Jahr 2022 war er Mitglied der römisch-katholischen Kirche, seither gehört er der Alt-Katholischen Kirche an.

## Kontroversen

### Besetzung des Präsidentenpostens des Oberverwaltungsgerichtes Münster
Mit Übernahme des Amtes des Justizministers des Landes Nordrhein-Westfalen stoppte Benjamin Limbach das Verfahren zur Besetzung des Präsidentenpostens des Oberverwaltungsgerichts Münster, um einer Person aus dem NRW-Innenministerium die Bewerbung für diesen Posten noch zu ermöglichen (lt. Presseberichterstattung die Wunschkandidatin von Benjamin Limbach).
Kritisiert wurde in diesem Zusammenhang, dass Benjamin Limbach anschließend durch „Überbeurteilungen“ die Besetzung der Stelle mit seiner Wunschkandidatin zielgerichtet gesteuert haben soll. Das Verwaltungsgericht Münster stoppte die Besetzung des Präsidentenpostens mit Beschluss im September 2023. Das Vorgehen von Benjamin Limbach bezeichnete das Gericht als rechtswidrig und manipulativ. Am 17. Oktober 2023 entschied auch das Verwaltungsgericht Düsseldorf, dass die Besetzungsentscheidung rechtswidrig sei. Am 29. Februar 2024 entschied das Oberverwaltungsgericht Münster, dass Limbachs Vorgehen rechtskonform gewesen sei. Limbachs Personalvorschlag für den Präsidentenposten des Oberverwaltungsgerichts Münster wurde damit stattgegeben. Einer der unterlegenen Bewerber, ein Richter am Bundesverwaltungsgericht, legte dagegen Beschwerde beim Bundesverfassungsgericht ein. Das Bundesverfassungsgericht hat daraufhin den Beschluss aufgehoben und die Sache an das Oberverwaltungsgericht zurückverwiesen, weil das Oberwaltungsgericht die Umstände des Auswahlverfahrens nicht hinreichend gewürdigt habe. Aus einer eidesstattlichen Versicherung des abgelehnten Bewerbers ergäben sich „Anhaltspunkte für ein politisch koordiniertes Vorgehen mit Kenntnis und unter Beteiligung des Ministers, das mit einer Vorfestlegung anhand sachfremder Kriterien (Geschlecht und Parteimitgliedschaft) verbunden“ wäre. Im November 2024 gab er den Neustart des Besetzungsverfahrens bekannt, da es bei der Erstellung der Bewertung für die zunächst erfolgreiche Kandidatin erhebliche Fehler gegeben habe. 2024 wurde das Verfahren vom OVG Münster auf übereinstimmenden Antrag der Parteien eingestellt, da die Sache durch Neueröffnung des Bewerbungsverfahrens erledigt wurde.
Am 16. Mai 2024 beschloss der Landtag NRW auf Antrag von SPD und FDP einen Untersuchungsausschuss zur „Causa Limbach“.

### Cum-Ex-Affären
Im September 2023 geriet Benjamin Limbach in seiner Funktion als Justizminister des Landes Nordrhein-Westfalen aufgrund der Aufspaltung der Hauptabteilung H der Staatsanwaltschaft Köln in Kritik. Die Abteilung unter Leitung der Oberstaatsanwältin Anne Brorhilker war bis dahin führend in den Ermittlungen zu sog. Cum-Ex-Geschäften und erlangte weltweite Bekanntheit. Laut den Plänen von Limbach sollte Brorhilker die Hälfte der von ihrer Abteilung bearbeiteten Fälle an einen in diesem Bereich unerfahrenen Staatsanwalt abgeben. Limbach äußerte, die Ermittlungen würden dadurch effizienter werden.
Führende Experten – wie der ehemalige Bundestagsabgeordnete der Grünen Gerhard Schick – kritisierten die Entscheidung von Benjamin Limbach stark. Gerhard Schick (inzwischen Vorstand der Bürgerbewegung Finanzwende) äußerte, Limbachs Vorgehen habe der Aufklärung von Cum-Ex einen schweren Schlag versetzt. Kritik gab es auch von Behördenseite. Die Generalstaatsanwaltschaft Köln legte in einem internen Bericht dar, dass die zuvor bestehende Struktur mit einer Hauptabteilung inhaltlich sinnvoll sei und dass durch eine Aufspaltung der Eindruck entstehen könne, die Cum-Ex-Ermittlungen würden behindert.
Dem unter der Leitung von Limbach stehenden Justizministerium NRW wird zudem vorgeworfen, die Bereitstellung von Daten an den Hamburger Untersuchungsausschuss (bzgl. der Cum-Ex-Affäre um die Warburg Bank) verzögert zu haben und Daten, die für die Aufgabe des Ausschusses von Bedeutung seien, nicht zur Verfügung gestellt zu haben. Limbach wies die Verantwortung dafür der Staatsanwaltschaft Köln zu.
Brorhilker beantragte, zum 31. Mai 2024 aus dem Beamtenverhältnis entlassen zu werden.

### Verzögerung beim Cannabisgesetz
Auf Verwunderung stießen die Stellungnahmen Limbachs, dass das im Koalitionsvertrag der 20. Wahlperiode des Bundestages vom Dezember 2021 angestrebte Cannabisgesetz nach mehr als zwei Jahren der Vorbereitung aufgrund einer Überforderung seines Ministeriums nicht zum 1. April 2024 in Kraft treten könne, was auch angesichts der Verankerung im Parteiprogramm der Grünen zu Protesten führte.

## Veröffentlichungen
- Benjamin Limbach: Der drohende Tod als Strafverfahrenshindernis, Schriften zum Strafrecht. Duncker & Humblot, Berlin 2019, ISBN 978-3-428-09455-4.